# Лихо
Ли́хо (лихо однооке) — у східнослов'янській міфології злий дух, що уособлює нещастя, біду, горе, недолю, символізує нерозбірливість і несправедливість долі, споріднений до духів Горя-Недолі і Долі та пов'язаний з міфологічним протиставленням "парне—непарне".

## Походження терміна
Слово походить від прикметника лишній і визначає того, кого варто уникати.
Лихо змальовували як одноокого велетня або як страшну, високу, худорляву, криву, огидну стару-людожерку з одним оком посеред лоба; іноді було зовсім сліпим і володіло магією. Лихо було досить незграбним, оскільки руйнувало на своєму шляху гори і валило дерева. Воно мешкало у великому будинку посеред лісової хащі або у закинутому вітряку. Замість ліжка використовувало купу кісток (було м'ясоїдним). Цієї нечистої сили стосується приказка «Не буди Лихо, поки воно тихе».

## Прояви лиха
Лихо означало біду і приносило самі неприємності. Коли воно знаходилось поряд з людиною, її починали переслідувати усілякі нещастя. Воно могло прив'язатись до цієї людини на усе життя, така людина сама була у цьому винна, тому що була заслабка і не протистояла буденним труднощам. Лихо сідало на шию і заважало в усьому. Коли ж людина робила спробу його втопити, то й сама тонула. Його могла перемогти лише сильна і вольова людина. Також лихо можна було надурити або комусь передати разом з подарунком.

## У казках
У казках воно приймає героя з усією гостинністю, а потім намагається з'їсти, проте він тікає. Хитрість, яку задля цього герой використовує, нагадує вигадку Одіссея, коли він тікав від циклопа Поліфема (осліпив чудовисько і втік, сховавшись під хутром вівці). Проте Лихо обіцяє йому подарунок і знову захоплює у полон, звідки герой знов тікає, але втрачає руку. Подібні історії є в казці «Розбійник і його сини», записаній братами Грімм, та Тисяча й одна ніч (зустріч Синдбада з волохатими велетнями).